# Степной (Аксайский район)
Степно́й — посёлок в Аксайском районе Ростовской области.
Входит в состав Рассветовского сельского поселения.

## География
Расположен в 10 км (по дорогам) севернее районного центра — города Аксай.

### Улицы
- ул. Озёрная
- ул. Косачёва
- ул. Центральная
- ул. Звёздная
- ул. Солнечная.

## Население
| 2002 | 2010  |
| ---- | ----- |
| 2483 | ↘2284 |

## Транспорт
Через посёлок проходит дорога М4 «Дон».
Также через Степной ходят маршрутные такси по маршрутам:
- Ростов-на-Дону — п. Рассвет (№ 127),
- Аксай — п. Рассвет (№ 155),
- Аксай — п. Мускатный (№ 133).